# Énna Airgdech
Énna Airgdech (" rico en plata", también deletreado; Airgthech, Airgtheach), hijo de Eochu Mumu, fue, según la leyenda irlandesa medieval y la tradición histórica, un alto rey de Irlanda.

## Historia
Llegó al poder tras matar al anterior y asesino de su padre, Óengus Olmucaid, en la batalla de Carman. Se dice que hizo escudos de plata para sus nobles en Argatros. Reinó durante veintisiete o veintiocho años, antes de ser matado por el nieto de Óengus: Rothechtaid mac Main en la batalla de Raigne. La cronología de Geoffrey Keating "Foras Feasa ar Éirinn" fecha su reinado hacia 1032 y 1005 A.C., y los "Annals of the Four Masters" hacia 1537-1533 BC.